# FSV Kölleda
Der FSV 06 Kölleda ist ein Fußballverein aus Kölleda. Der Verein wurde 1946 gegründet und hatte wechselnde Namen.

## Geschichte
1990 ist der SV Funkwerk Kölleda aus der BSG Funkwerk hervorgegangen, die 1983 die BSG Einheit Kölleda beerbte und in der dritthöchsten Bezirksliga Erfurt etabliert spielte. Nach 1990 wurde der Verein anfangs noch finanziell tatkräftig von der Hörmann Funkwerk Kölleda GmbH unterstützt, wobei das Ziel der Aufstieg in die Oberliga war. Als Gründungsmitglied der Thüringenliga gelang 1990/91 Platz zwei hinter dem FV Zeulenroda und im Folgejahr souverän der Landesmeistertitel und Oberliga-Aufstieg. Allerdings stieg der Verein abgeschlagen als Letzter nach einer Saison wieder ab. Die daraufhin angestrebte Rückkehr misslang. Ab 1994 unter anderem mit den Ex-Jenaern Timo Löhnert und dem USA-WM-Star Brian Bliss, sowie Trainer Goldbach (zuvor Rot-Weiß Erfurt) namhaft verstärkt, wurde der Wiederaufstieg nicht mehr geschafft (7., 5., 3., 4., 4.). 1998 geriet der Hauptsponsor und Namensgeber in finanzielle Schwierigkeiten und reduzierte seine Sponsorenmittel sehr stark. Spieler flüchteten und mit nur sechs Punkten und 14:101 Toren stieg der SV Funkwerk Kölleda als Tabellenletzter (16.) ab. Die Landesklasse-Saison 1999/2000 konnte wegen Insolvenz gar nicht erst gestartet werden. Stattdessen spielte der Verein in der Bezirksliga. Danach gelang es dem teilweise sanierten Verein nicht noch einmal in die Landesliga aufzusteigen, seitdem gibt es einen ständigen Abwärtstrend.
2006 folgte die Neugründung/Umbenennung in FSV 06 Kölleda. Mit der Neugründung/Umbenennung folgte der Zwangsabstieg in die 1. Kreisklasse (Kreis Sömmerda). Der Wiederaufstieg wurde sofort im ersten Jahr geschafft (Saison 2006/07). Ein weiterer Erfolg war der Gewinn der Hallenkreismeisterschaft 2007 (Kreis Sömmerda). In den Spielzeiten 2007/08, 2008/09 und 2009/10 war die erste Mannschaft in der Kreisliga Sömmerda zu finden und verpasste dort den Aufstieg in den Jahren 2007 bis 2009 nur knapp (zweimal Platz 3). In der Saison 2009/10 gelang der Aufstieg in die neu gegründete Regionalklasse:  Platz 3 reichte zur Qualifikation für die RK, weil es an Mannschaften in der neu gegründeten Liga mangelte. In der gleichen Saison konnte der FSV 06 Kölleda nach 2007 zum zweiten Mal den Kreismeister-Titel erringen. In der Saison 2010/11 spielt der FSV 06 in der Regionalklasse 4, aus der man allerdings als abgeschlagener Tabellenletzter postwendend wieder in die Kreisliga Sömmerda abstieg. Im Jahr 2013 konnte man durch den Staffelsieg in der Kreisliga in die Kreisoberliga aufsteigen. Nach vier Jahren Zugehörigkeit zur Kreisoberliga Erfurt-Sömmerda gewann man in der Saison 2016/17 die Meisterschaft und stieg in die Landesklasse Thüringen auf.

Ehemaliges Logo der BSG Einheit Kölleda

## Bekannte Spieler und Trainer
- Erwin Seifert (* 13. April 1939 in Tellmühle), war von 1982 bis 1994 Übungsleiter bei der BSG Einheit/Funkwerk Kölleda
- Gerhard Weiß (* 25. September 1941), Fußballtorwart in der DDR-Oberliga, begann seine Torwartkarriere 1954 bei der Betriebssportgemeinschaft BSG Einheit Kölleda
- Uwe Szangolies (* 10. August 1962), ehemaliger deutscher Fußballspieler, spielte nach Ende seiner Profikarriere bei SV Funkwerk Kölleda
- Brian Bliss (* 28. September 1965 in Webster, New York), ehemaliger US-amerikanischer Fußballspieler, spielte zwischendurch in den Jahren 1992 und 1996 bei SV Funkwerk Kölleda
- Timo Löhnert (* 20. Juni 1969 in Dresden), ehemaliger deutscher Fußballspieler, spielte von 1994 bis 1998 bei SV Funkwerk Kölleda

## Das Stadion
Heimstadion ist das Friedrich-Ludwig-Jahn-Stadion in Kölleda. Es hat ein Fassungsvermögen von 3.000 Zuschauern.